# Novi Grad (Oprisavci)
Novi Grad (1910-ig Novigrad, majd 1971-ig Novigrad na Savi) falu Horvátországban, Bród-Szávamente megyében. Közigazgatásilag Oprisavcihoz tartozik.

## Fekvése
Bród központjától légvonalban 27, közúton 35 km-re keletre, községközpontjától légvonalban 10, közúton 15 km-re délkeletre, Szlavónia középső részén, a Száva bal partján, Prnjavor és Jaruge között fekszik.

## Története
Területe már ősidők óta lakott volt. A település és a Száva medre között az i. e. 1300 és 750 között virágzott urnamezős kultúra településének maradványait tárták fel. Két, téglalap alaprajzú ház alapjait találták meg és a sok lelet közül érdemes kiemelni a bronztűket és az öntőformákat, melyeket a bronztárgyak öntésére használtak. Az előkerült cseréptöredékek a Baiedorf-Velatice kultúrkörhöz tartoznak.
A falu területe a 15. századig az innen keletre fekvő Kosztromán várához tartozott, mely kezdetben a johanniták, majd a Beriszló család birtoka volt. Novi Grad maga 1408-ban szerepel először írásos forrásban. 1500 körül a Beriszló család várat építtetett ide, melyet Novigradnak, azaz Újvárnak nevezett el. A török 1536-ban szállta meg és a várat lerombolta. 1545-ben „Varoš Novi” néven szerepel a török defterben. A török uralom idején is megmaradt katolikus horvát lakossága, a Száván pedig rév működött, melyen sok új betelepülőt szállítottak át a folyó északi oldalára.
Az egyházi vizitáció jelentése 1730-ban 25 házzal és egy Keresztelő Szent János kápolnával említi. 1746-ban 18 háza és 105 katolikus lakosa volt. 1758-ban egy Szent Vidnek szentelt fakápolnát említenek itt. 1760-ban a faluban 19 katolikus ház állt, melyekben 23 család élt 134 katolikus lakossal. A katonai igazgatás bevezetése után a bródi határőrezredhez, egyházilag pedig a svilaji plébániához tartozott. A Mlin és Petraševac nevű őrtornyok között a Száván több hajómalom működött.
Az első katonai felmérés térképén „Novigrad” néven található. Lipszky János 1808-ban Budán kiadott repertóriumában „Novigrad” néven szerepel. Nagy Lajos 1829-ben kiadott művében „Novigrad” néven 40 házzal, 198 katolikus és 8 ortodox vallású lakossal találjuk. A katonai közigazgatás megszüntetése után 1871-ben Pozsega vármegyéhez csatolták.
A településnek 1857-ben 242, 1910-ben 309 lakosa volt. Pozsega vármegye Bródi járásának része volt. Az 1910-es népszámlálás adatai szerint lakosságának 95%-a horvát, anyanyelvű volt. Az első világháború után 1918-ban az új szerb-horvát-szlovén állam, majd később (1929-ben) Jugoszlávia része lett. 1991-től a független Horvátországhoz tartozik. 1991-ben lakosságának 99%-a horvát nemzetiségű volt. 2011-ben a településnek 303 lakosa volt.

## Lakossága
| Lakosság változása | Lakosság változása | Lakosság változása | Lakosság változása | Lakosság változása | Lakosság változása | Lakosság változása | Lakosság változása | Lakosság változása | Lakosság változása | Lakosság változása | Lakosság változása | Lakosság változása | Lakosság változása | Lakosság változása | Lakosság változása |
| ------------------ | ------------------ | ------------------ | ------------------ | ------------------ | ------------------ | ------------------ | ------------------ | ------------------ | ------------------ | ------------------ | ------------------ | ------------------ | ------------------ | ------------------ | ------------------ |
| 1857               | 1869               | 1880               | 1890               | 1900               | 1910               | 1921               | 1931               | 1948               | 1953               | 1961               | 1971               | 1981               | 1991               | 2001               | 2011               |
| 242                | 263                | 249                | 282                | 282                | 309                | 257                | 296                | 274                | 269                | 395                | 418                | 364                | 350                | 314                | 303                |

## Nevezetességei
A Gradine nevű régészeti lelőhely mintegy 1 km hosszan terüle el a Száva partján, a folyó medre és a falu között. Az ősi település a megállapítások szerint az urnamezős kultúra kezdetétől (1. fázis) a fiatalabb periódusig (IV. Fázis), az abszolút időrendi skálán i. e. 1300-ban és i. e. 750 között létezett. Nagyjából téglalap alakú elrendezésű volt. A számos lelet közül érdemes megemlíteni a bronztűket és az üreges fejsze öntésére szolgáló öntőformákat. A kerámiák tipológiai jellemzői alapján a Baiedorf - Velatice kulturális körhöz tartozott.

## Kultúra
A helyi kulturális élet fő szervezője a KUD „Ban Berislavić” kulturális és művészeti egyesület. Az egyesület rendezi minden év júniusának harmadik hétvégéjén a „Novogradska ivanjska noć” (Novigradi Szent Iván éj) fesztivált.

## Oktatás
A településen az oprisavci Stjepan Radić elemi iskola alsó tagozatos területi iskolája működik.

## Sport
Az NK Omladinac Novi Grad labdarúgócsapata a megyei 3. ligában szerepel.